# Мстислав Юрьевич (князь новгородский)

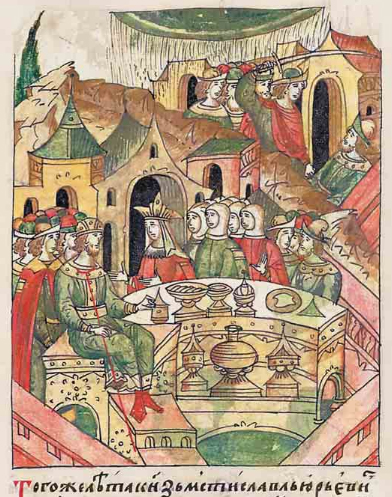
Свадьба князя

Мстислав Юрьевич (ум. после 1161) — князь пересопницкий (1150), новгородский (1156—1157), сын Юрия Долгорукого.
После первого захвата Киева Юрий Долгоруким был назначен его наместником в Пересопнице — в удельном центре на Волыни, принадлежавшей противнику Юрия Изяславу Мстиславичу. После окончательного утверждения Юрия в Киеве (1155) Мстислав стал представителем своего отца в Новгороде Великом. После смерти отца (1157) Мстислав вместе с большинством братьев уехал на север, а в 1161 году был выслан Андреем вместе с матерью и братьями Василько и Всеволодом в Византию, где он с большой честью был принят императором Мануилом и получил от него в держание область Оскалана.

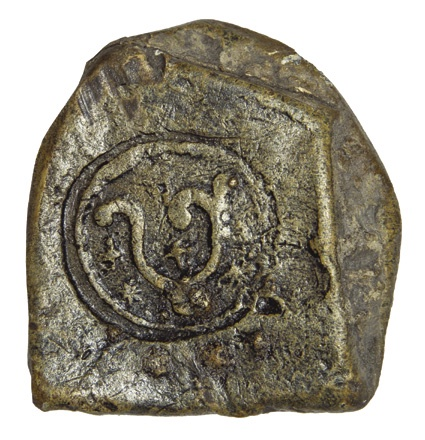
Печать князя Мстислава

Был женат на дочери новгородского боярина Петра Михалковича. Ф. Б. Успенский указывает, что предком новгородцев Михалковичей некоторые исследователи считают Рёгнвальда Ульвссона, родича Ингигерды Киевской — эта связь могла послужить причиной брака
Оставил единственного сына, Ярослава Красного.